# Ling-Temco-Vought
«Лінг-Темко-Вот» (англ. Ling-Temco-Vought) — американський великий конгломерат, який існував з 1961 по 2001 рік. На піку його існування мав виробництво та складові в аерокосмічній галузі, авіакомпаніях, електроніці, виробництві сталі, спортивних товарів, упаковці м'яса, оренді автомобілів та фармацевтиці, серед інших підприємств.
Компанія заснована в 1947 році як Ling Electric Company, пізніше названий Ling-Temco-Vought, за яким слідувала корпорація LTV і, зрештою, LTV Steel до кінця на початку 2000-х.

## Продукція компанії «Лінг-Темко-Воут»

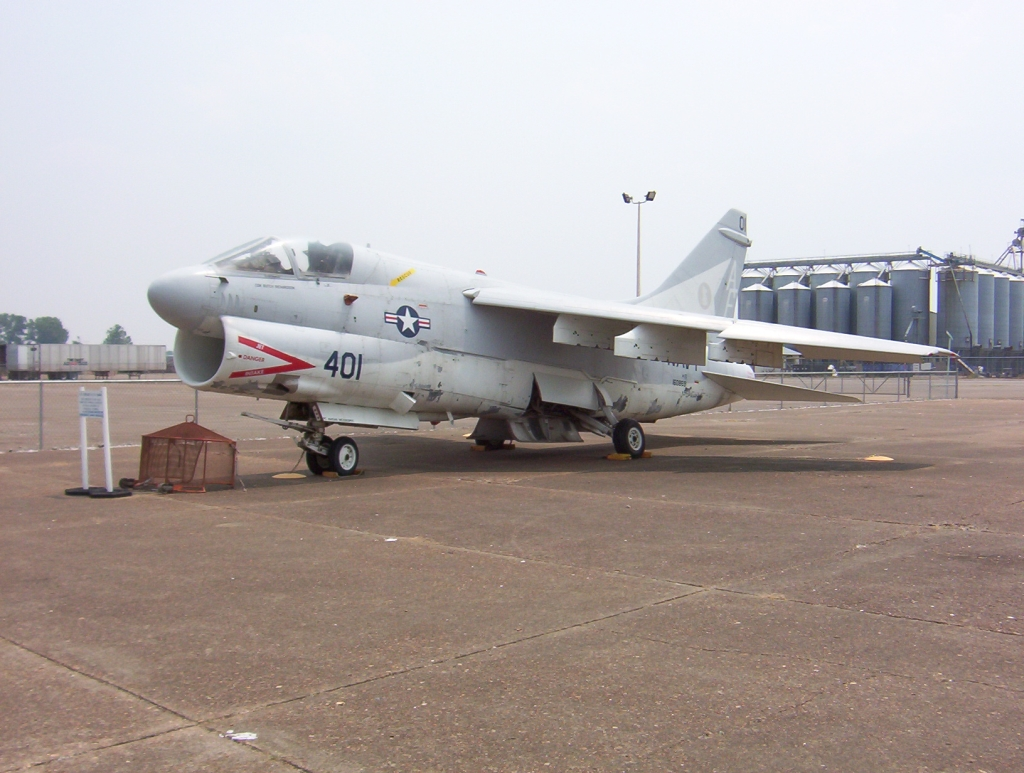
LTV A-7 Corsair II

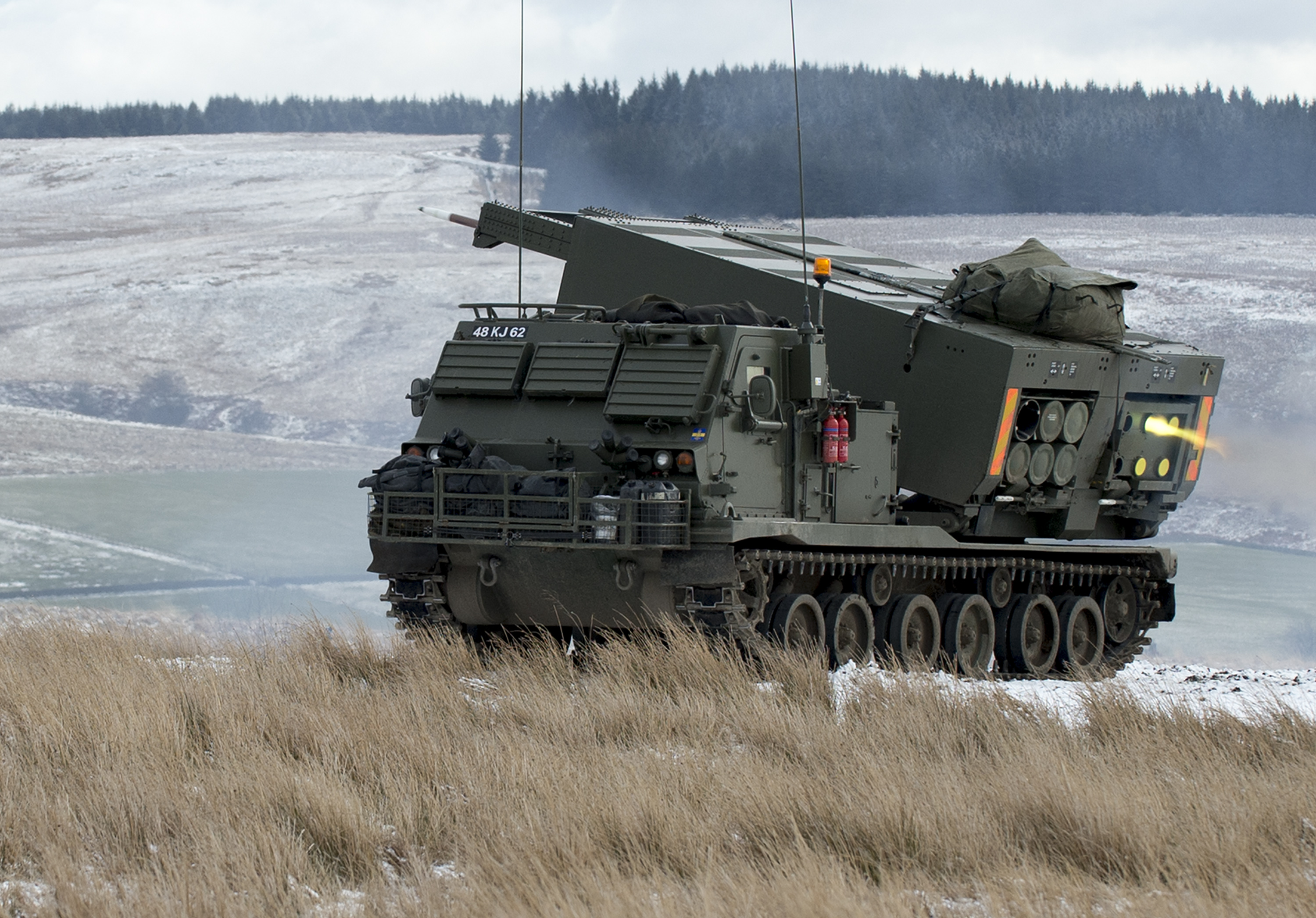
M270 MLRS

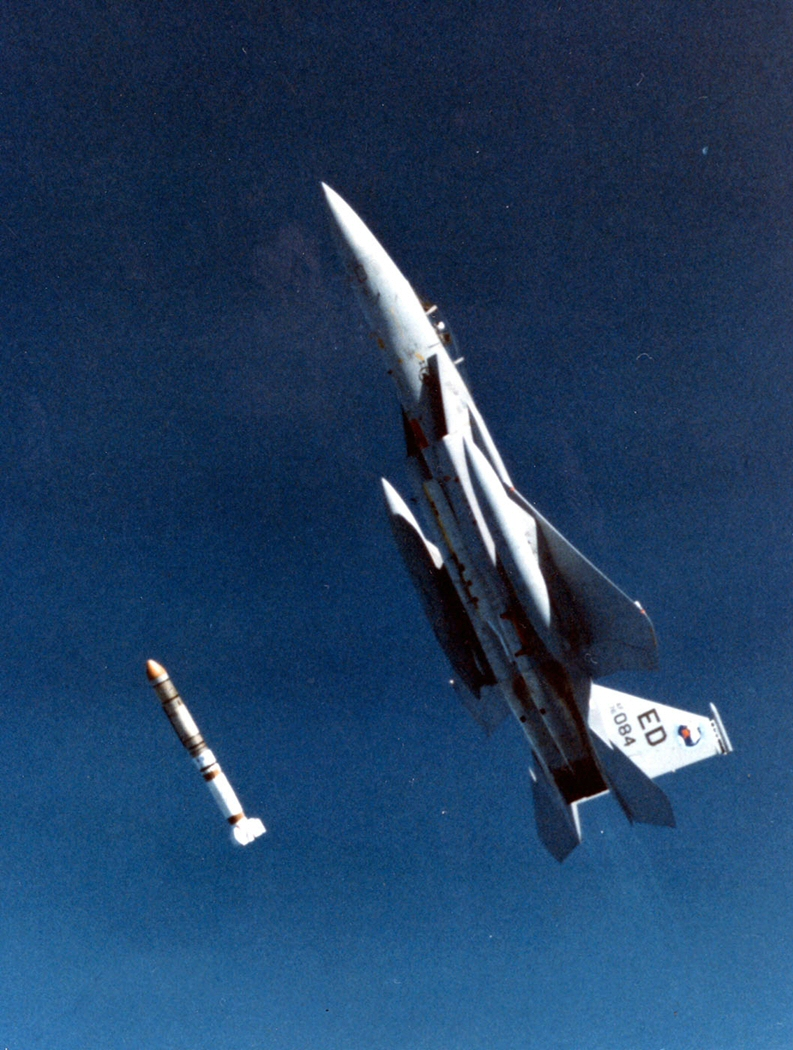
ASM-135 ASAT

### Літаки
| Літак              | Перший політ | К-сть побудовано | Тип літака                                                                |
| ------------------ | ------------ | ---------------- | ------------------------------------------------------------------------- |
| LTV XC-142         | 1964         | 5                | експериментальний літак скороченого та вертикального злету та приземлення |
| LTV A-7 Corsair II | 1965         | 1545             | палубний штурмовик                                                        |
| LTV L450F          | 1970         | 1                | прототип розвідувального літака                                           |
| Vought YA-7F       | 1989         | 2                | штурмовик                                                                 |
| Vought Model 1600  | 1972         | 1                | палубний винищувач                                                        |

### Ракетна зброя
| Назва          | Поява | К-сть побудовано | Тип ракети                                                    |
| -------------- | ----- | ---------------- | ------------------------------------------------------------- |
| M270 MLRS      | 1983  | 1 300            | реактивна система залпового вогню                             |
| MGM-140 ATACMS | 1991  | 3700             | оперативно-тактичний ракетний комплекс                        |
| ASM-135 ASAT   | 1984  |                  | протисупутникова багатоступенева ракета типу «повітря-космос» |

Позначення